# 邓忠仁
邓忠仁（1904年—1976年），男，安徽金寨人，中华人民共和国军事人物，中国人民解放军少将，曾任中国人民解放军江西省公安总队副司令员。